# مطل
المَطَلُّ أو المَشْرَقة أو المَشرف أو الشرفة المكشوفة أو المَصطَبة أو الدَّكَّة أو الحَدَلَة أو السُّطيحة (Terrace) هي مكان معماري مفتوح وقابل للاستخدام، وعادة ما يكون ملحق لمبنى.

## الأسماء
الحَدَلة: مكان مسطح كالدرجة على سفح جبل

## معرض صور

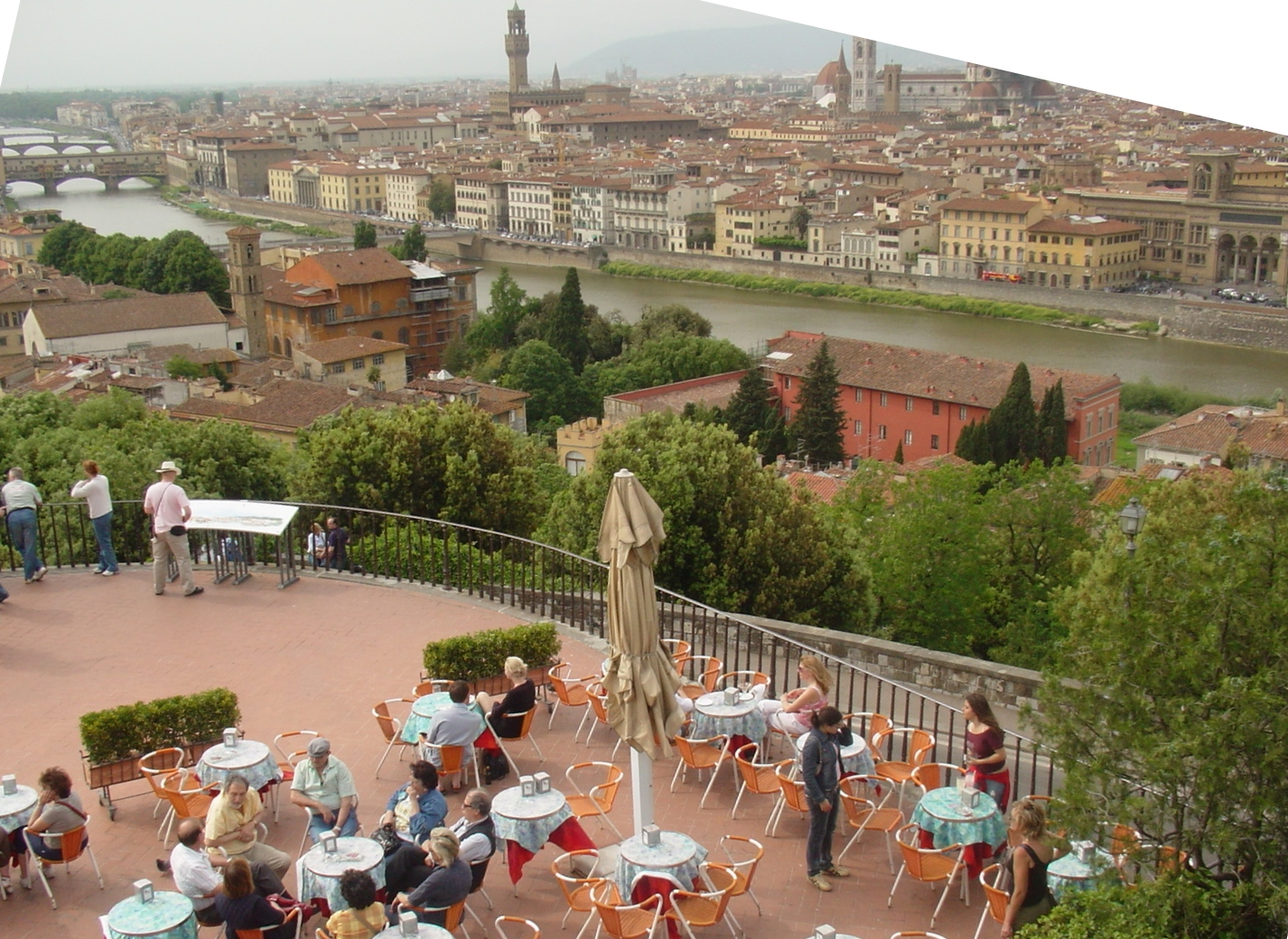
بياتسال ميكل انجيلو- فلورنسا
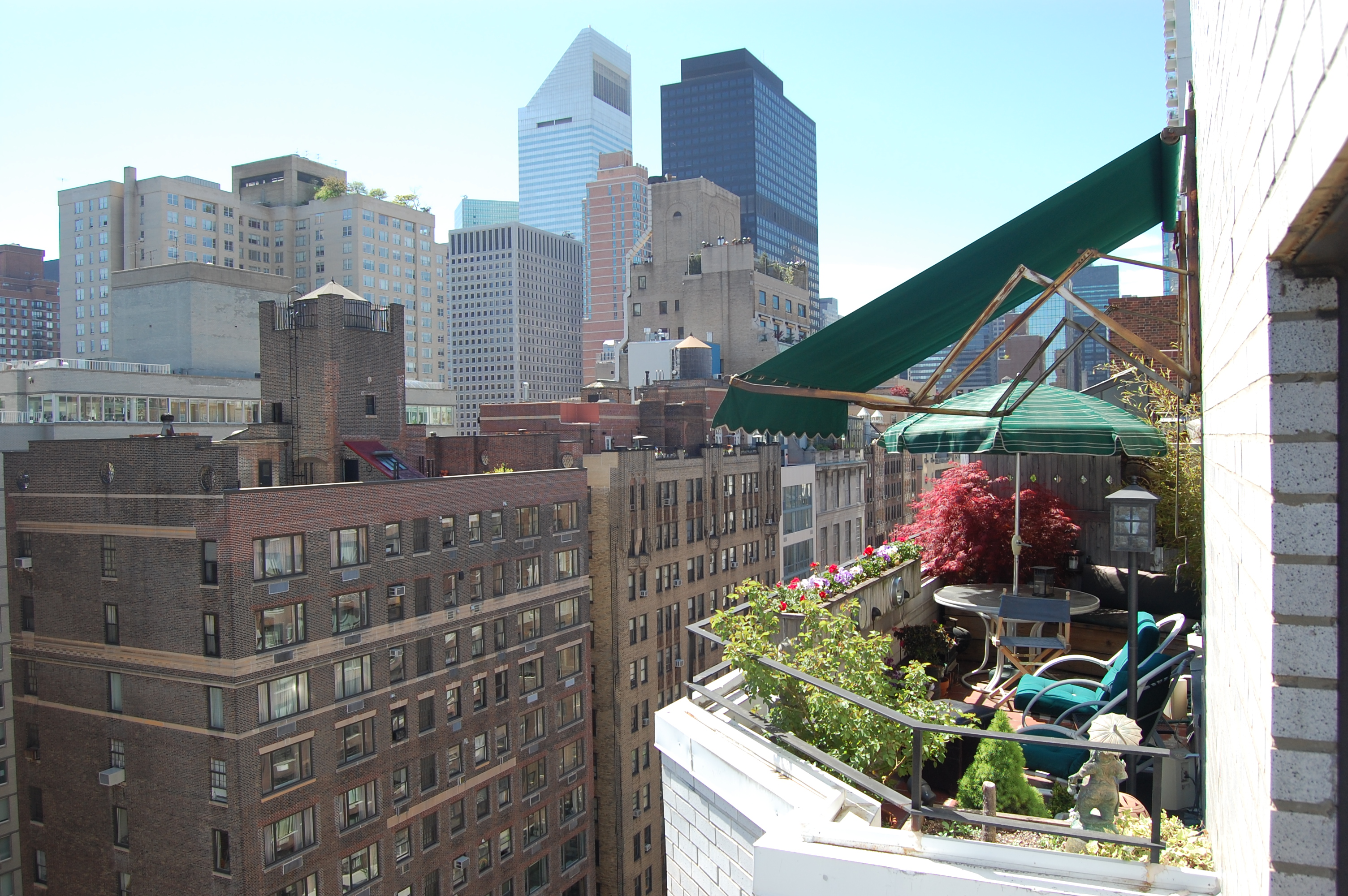
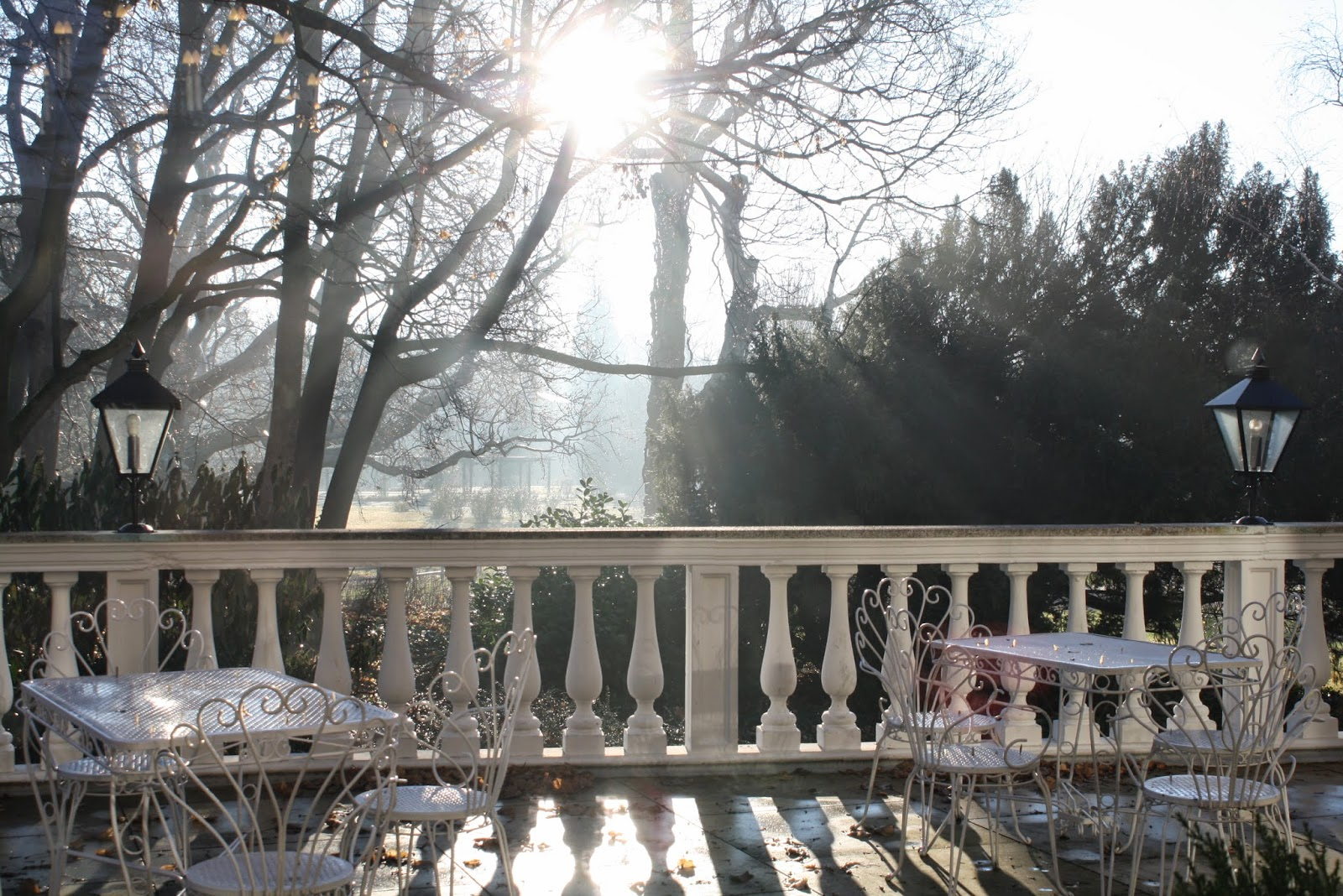
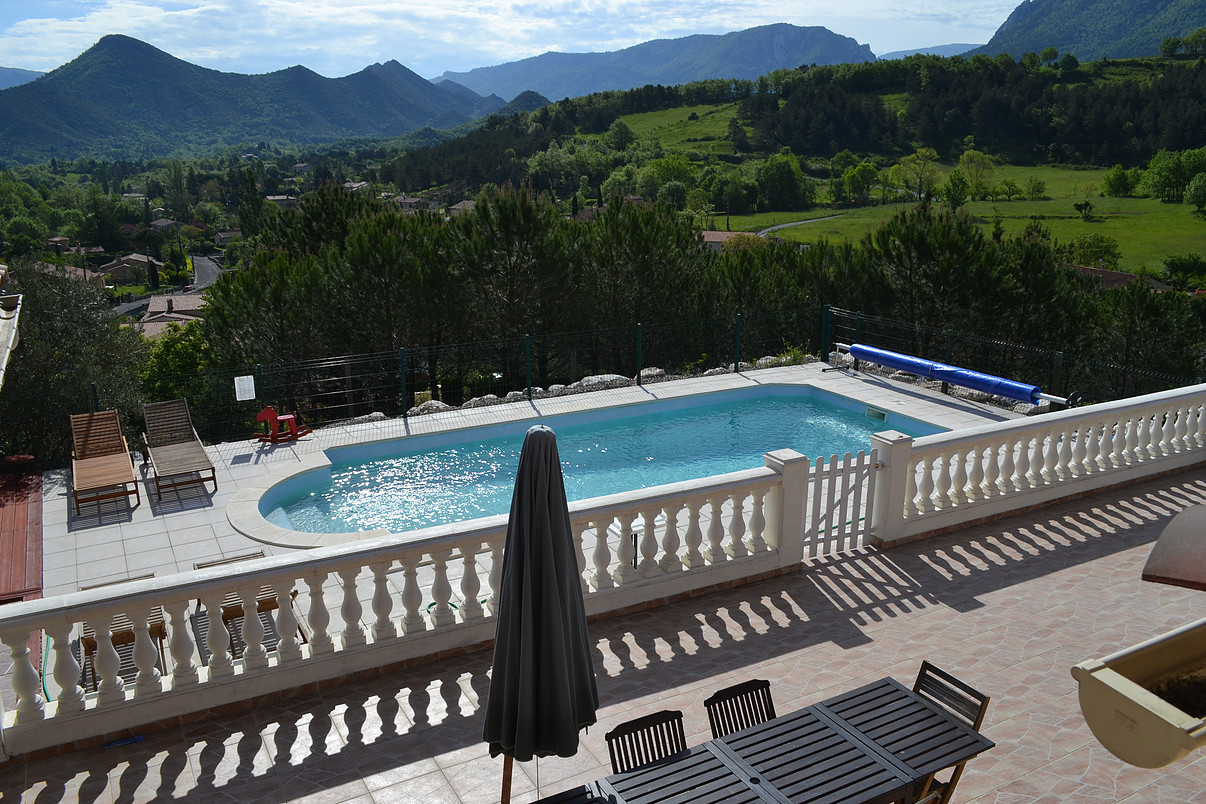